# دانالو (ديزجرود الغربي)
دانالو (بالفارسية: دانالو) هي قرية تقع في إيران في أذربيجان الشرقية. يقدر عدد سكانها بـ 551 نسمة بحسب إحصاء 2016.